# Internat (serial telewizyjny)

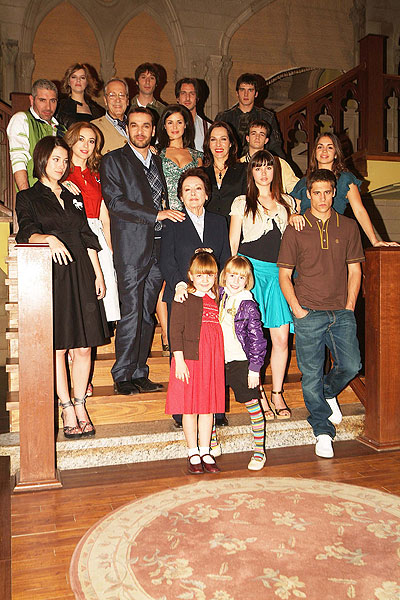
Główni bohaterowie

Internat – hiszpański serial łączący w sobie elementy horroru, thrilleru oraz dramatu.
Akcja serialu rozgrywa się w szkole i tytułowym Internacie położonymi w środku lasu, gdzie w przeszłości doszło do makabrycznych zdarzeń. Twórcy serialu nie przywiązywali się do jednego gatunku. Prócz elementów związanych się z horrorem, czy thrillerem w fabułę wplecione są też miłosne perypetie bohaterów. W Hiszpanii serial miał swą premierę 24 maja 2007 w telewizji Antena 3. Serial jest nadawany w formacie HD. W Polsce premiera miała miejsce 19 kwietnia 2009 na kanale AXN, obecnie nadawany na AXN Crime.

## Fabuła
Serial opowiada o grupie nastolatków uczących się w zamkniętej, elitarnej szkole z internatem. W szkole panują ściśle określone reguły a każdorazowe naruszenie regulaminu skutkuje karą. Młodzież ma zakaz opuszczania murów uczelni, co sprawia, że każda wyprawa w głąb lasu, który otacza internat, smakuje jak zakazany owoc. Za bramą kryje się pewna tajemnica na ślad której wpada jeden z wykładowców. Chce on dowieść, iż kilkanaście lat temu w owym lesie kilkoro uczniów zostało zamordowanych. Znajduje on tajemniczy bunkier, gdzie kryją się zwłoki zaginionych. Ktoś, bądź coś nie chce jednak, by ta sprawa ujrzała światło dzienne, a nauczyciel jak i grupa jego uczniów narażeni zostają na śmiertelne niebezpieczeństwo.

## Obsada
| Postacie                                                            | Aktorzy                                 | Opis |
| ------------------------------------------------------------------- | --------------------------------------- | --- |
| Marcos Novoa Pazos                                                  | Martín Rivas                            | Brat Pauli i Samuela. Jego rodzice zostali uznani za martwych w pierwszych seriach prawnym opiekunem oraz Pauli jest Héctor, później Elsa. Bardzo kocha swoją siostrę i jest gotów zrobić dla niej wszystko. Wraz z przyjaciółmi odkrywają w bibliotece tajemnicze przejście. Podkochuje się w Carol. W dalszych sezonach zakochuje się w nauczycielce Pauli - Amelii. Po rozstaniu z Amelią związuje się z Carol. Zostaje zarażony wirusem stworzonym przez Ottox, dlatego codziennie musi przyjmować antidotum.                                                  |
| Iván Noiret León                                                    | Yon González                            | Początkowo typowy bogaty dzieciak. Jest arogancki i wredny, ale także odważny, lojalny. W dzieciństwie nie zaznał wiele miłości od ojca. Tak naprawdę jest synem Marii, jego ojciec sprzedał go Noiretowi, by mieć pieniądze na narkotyki. Ukrywa wszystkie swoje uczucia udając twardziela. W rzeczywistości kłębią się w nim uczucia, miłość, nienawiść, żal. Był chłopakiem Carol, najlepszy przyjaciel Marcosa. W późniejszych odcinkach zakochuje się w Julii. Zostaje zarażony wirusem stworzonym przez Ottox, dlatego codziennie musi przyjmować antidotum. |
| Carolina Leal                                                       | Ana Celia de Armas                      | Najlepsza koleżanka Victorii, razem z przyjaciółmi odkryła tajne przejście. Piękna i inteligentna. Była dziewczyna Ivána, zakochuje się w Marcosie. Zostaje zarażona wirusem stworzonym przez Ottox, dlatego codziennie musi przyjmować antidotum. Zabita przez Roque w 6 sezonie. |
| Victoria Martínez González                                          | Elena Furiase                           | Razem z przyjaciółmi odkryła tajne przejście. Zakochana w Ivánie, który jest chłopakiem jej najlepszej przyjaciółki Caroliny, później Julli. Później zakochuje się w Nacho, który umiera. Bardzo rozsądna, jedna z najlepszych uczennic w internacie, utrzymuje się dzięki stypendium, ponieważ jej matka jest zbyt biedna, by opłacać jej naukę. Zostaje zarażona wirusem stworzonym przez Ottox, dlatego codziennie musi przyjmować antidotum. |
| Julia Medina                                                        | Blanca Suárez                           | Nowa dziewczyna w szkole. Dziewczyna szaleńczo zakochana w Ivánie, oddałaby swoje życie za niego. Bardzo piękna, przebiegła, odważna. Widzi duchy osób, które umarły i potrzebują jej pomocy. Miała romans ze swoim ojczymem, dlatego trafiła do internatu. Zostaje zarażona wirusem stworzonym przez Ottox, dlatego codziennie musi przyjmować antidotum. |
| Amaia González                                                      | Nani Jiménez                            | Nowa dziewczyna w szkole, w późniejszych seriach. Dziewczyna zakochuje się w Marcosie. Pomaga mu w każdej sytuacji. Zostaje asystentką Lucii. Wnuczka Theodory Ruben, wprowadzona do internatu aby śledzić bohaterów i kontrolować Marcosa. Zabija Maxa. |
| Roque Sánchez Navas                                                 | Daniel Retuerta                         | Niskiego wzrostu chłopak, słaby, tchórzliwy. Razem z przyjaciółmi odkrywa tajne przejście. Najlepszy przyjaciel Ivána i Cayetano. Podkochuje się w Julii, staje się jej dobrym przyjacielem. Jest szantażowany przez Noireta, dlatego w późniejszych odcinkach współpracuje z Ottox'em, wbrew temu co myślą przyjaciele nie zostaje zarażony wirusem stworzonym przez Ottox. Zabija Carolinę, gdy ta dowiaduje się prawdy. |
| Cayetano Montero Ruiz                                               | Fernando Tielve / Roger Príncep         | Razem z przyjaciółmi odkrywa tajne przejście. Najlepszy przyjaciel Ivána i Roque. Został zamordowany przez Ottox, a dokładniej przez Noireta. Jako duch ukazywał się Julii, by powiedzieć prawdę o swojej śmierci. |
| Héctor de la Vega                                                   | Luis Merlo                              | Właściwie Samuel Espi, brat Irene Espi vel Sandry Pazos. Wujek Marcosa i Pauli. Dyrektor, właściciel założyciel Internatu 'Czarna Laguna'. Nauczyciel Historii. Prawny opiekun Marcosa i Pauli, po zatonięciu statku ich rodziców. Jego narzeczoną jest Elsa Fernández - Campos. Na początku podkochuje się w Maríi Almagro. W późniejszych odcinkach ma krótki romans z Lucią. |
| Młody Héctor                                                        | Guillermo Campra                        | Właściwie Samuel Espi. Wraz z Irene, jego młodszą siostrą (później, matka Marcosa i Pauli) znajduje się w sierocińcu. Wraz z kolegami chciał odkryć jaką intrygę skrywają tajne korytarze. Wszyscy jego koledzy zostają zabici, jemu udaje się przeżyć. Wraca później do sierocińca, kupuje go i robi z niego Internat - Czarna Laguna, elitarną szkołę. |
| Elsa Fernández - Campos                                             | Natalia Millán / Coral Martín Salán     | Była żoną Héctora, ale zdradzała go z Pedrem. Później związała się z Jake'm Noiretem, ale mężczyzna znęcał się nad nią psychicznie i fizycznie. W drugim sezonie zostaje dyrektorem szkoły. Niezależna, zrobi wszystko aby utrzymać posadę. Ma brata, który jest „przyjacielem Pauli - krasnal”. Jej ojciec był dyrektorem sierocińca. |
| Jacinta García                                                      | Amparo Baró / Carolina Lapausa          | Ma dziecko z ojcem Elsy. Ma żal do Joaquína, że „wyrzekł” się ich córki, Jacinta oddała swoje dziecko, swojej siostrze. Jest bezpośrednia, wścibska i niepowstrzymana. Miała przeszczep serca. Kontroluje wszystkie działania pracowników internatu. |
| María Almagro                                                       | Marta Torné / Andrea Ros                | Ma 30 lat i jest matką Ivána, urodziła go w wieku 13 lat. Jej chłopak był ćpunem i sprzedał ich syna Noiretowi. Maria przebywała w zakładzie psychiatrycznym, lecz aby zobaczyć syna uciekła stamtąd. Od początku zakochuje się w Héctorze, później w Ferminie. |
| Fermín de Pablo / Carlos Almansa                                    | Raúl Fernández                          | Miał spędzić w więzieniu 6 lat za kradzież ołtarza z kościoła. Dzięki tajemniczemu milionerowi wychodzi na wolność. Musi jednak dla niego pracować. Zostaje kucharzem w internacie, gdzie szuka cennych dzieł sztuki skradzionych przez nazistów podczas II Wojny Światowej. Dzielny, bohaterski, sprytny i nieprzewidywalny. Zakochany w Marii. |
| Amelia Ugarte                                                       | Marta Hazas                             | Nauczycielka najmłodszych. Związana z Pedro. Piękna, młoda, miła i radosna postać. Zmuszona do współpracy z Ottoxem w zamian za życie, najpierw brata, potem syna. Ostatecznie pomaga Ferminowi w walce z Ottoxem. Zabita przez Hugo. |
| Paula Novoa Pazos                                                   | Carlota García                          | Młodsza siostra Marcosa, bardzo związana z bratem. Ma przyjaciółkę Evelyn i przyjaciela 'krasnala'. Mimo że jej iloraz inteligencji wynosi 152, jest nad wyraz głupia, wtyka nos w nie swoje sprawy i stwarza kłopoty każdemu do kogo się zbliży, mimo to wszyscy ją kochają, są dla niej pobłażliwi, ponieważ bardzo jej współczują straty rodziców. |
| Evelyn Pons                                                         | Denisse Peña                            | Najlepsza przyjaciółka Pauli. Razem z nią psocą po całym internacie, nie wyciągają wniosków ze swoich błędów. Często ma inne zdanie niż Paula, mimo to dogadują się jak nikt inny w internacie. |
| Lucas Moreno Yerena / Lucas Galván Yerena / Lucas Álvarez Yerena    | Javier Cidoncha                         | Przyjaciel Pauli i Evelyn. Pozytywna, wesoła postać, jego ojciec to Martin, który porwał go. Został zabrany od matki przez ojca, który wywiózł go do Internatu - Czarna Laguna. Wkrótce po tym jego matka zginęła. Posiada dziwną zdolność - jego sny się spełniają, ale tylko te podczas których... moczy łóżko. |
| Pedro Camacho                                                       | Eduardo Velasco                         | Nauczyciel w-f. Związany z Amelią. Przyjaciel Hektora. Został zamordowany gdyż dowiedział się, że Noiret pracuje dla Ottoxu. Najpierw wrobiono go w zabójstwo Mateo Tabuenci, a następnie upozorowano jego samobójstwo w areszcie. Był kochankiem Elsy, gdy go zostawiła dla Noireta wpadł w nałóg alkoholowy. |
| Camilo Belmonte                                                     | Pedro Civera                            | Nauczyciel języka łacińskiego w internacie. Wymagający nauczyciel. Niemiec, jedna z ważniejszych postaci Ottoxu przez pierwsze sezony. Gdy został zdemaskowany i poparzony - firma wyrzekła się go, za co się mści. To on zniszczył podziemia i laboratoria oraz zabił dr Wulfa. |
| Jacques Noiret                                                      | Carlos Leal                             | Ojciec Ivana. Chce przekonać syna, aby zeznawał na jego korzyść. Noiret chcąc odziedziczyć majątek, kupił dziecko od ćpuna, po tym jak jego syn zmarł. Lubi znęcać się nad kobietami, jest bezwzględny i nieugięty. Zabił swoją żonę pozorując samobójstwo. Nie lubi słuchać poleceń. Nie toleruje braku lojalności. Nadpobudliwy i nieobliczalny, nie potrafi nad sobą zapanować. Pracuje dla Ottoxu. Przez jakiś czas był dyrektorem szkoły. |
| Mateo Tabuenca                                                      | Alejandro Botto                         | Nauczyciel Matematyki, zdaje się być zakochany w Ameli. Jest agresywny jeśli chodzi o sprawy osobiste. Pracuje dla Ottoxu. Zamordowany przez Camilo, gdy został zdemaskowany przez dzieci. |
| Martín Moreno Rodríguez / Guillermo Álvarez Pascual / Emilio Galván | Ismael Martinez                         | Ma syna Lucasa, którego uprowadził od jego matki, ponieważ ona chciała mu go zabrać i wyjechać. Martin ucieka przed policją, wraz z synem, pod innym nazwiskiem do internatu, gdzie uczy matemetyki/fizyki. Jedno z dzieci adoptowanych z sierocińca. |
| Nora Díez                                                           | Mariona Ribas                           | Do internatu zostaje wprowadzona przez tego samego człowieka co Fermin, Saula, ponieważ nie ufał on Ferminowi. Nora zostaje zastrzelona podczas jednej z akcji. Lojalna i odważna. |
| Saúl Pérez                                                          | Manuel de Blas / Adrián Bartolomé       | Zamożny stary człowiek. Prowadzi na własną rękę śledztwo dotyczące dzieł sztuki skradzionych przez nazistów podczas II Wojny Światowej. Wprowadza do internatu Fermina, a później Norę. Inteligentny i przebiegły człowiek. W młodości był przetrzymywany w obozie koncentracyjnym, dlatego teraz próbuje wyjaśnić zagadkę i dorwać ludzi, którzy stoją za stworzeniem Projektem Geminis. |
| Joaquín Fernández / Martin von Klauss                               | Eduardo McGregor / Samuel Valverde      | Ma dziecko z Jacintą, do którego się nie przyznaje. Stwarza pozory starego, miłego człowieka. W rzeczywistości jeden z przywódców nazistów. Zabity przez Martina w obronie własnej. |
| Sandra Pazos / Irene Espi                                           | Yolanda Arestegui                       | Matka Marcosa, Pauli i Samuela. Odważna, bardzo inteligentna kobieta. Uznana za zmarłą, ale w rzeczywistości przez cały serial przetrzymywana przez Ottox. |
| Andrés Novoa                                                        | Luis Mottola                            | Ojciec Marcosa i Pauli. Ojciec dbający o swoje dzieci. Współpracował z Ottoxem, ale ostatecznie po stracie pamięci przeszedł na dobrą stronę. |
| Miguel López                                                        | Eduardo Espinilla                       | Wnuk Jacinty. Pojawia się w późniejszych odcinkach. |
| Alfonso Ceballos                                                    | Paco Merino                             | Nauczyciel historii, zginął w pierwszej serii. Prowadził prywatne śledztwo w związku z wydarzeniami sprzed trzydziestu lat. Pierwszy domyślił się zbrodni i nie dawał za wygraną, przez co zginął. Wszyscy mieli go za szaleńca, gdy mówił co odkrył. Nikt mu nie uwierzył. Był pierwszą ofiarą w serialu. |
| Ricardo Montoya                                                     | Miguel Alcíbar                          | Dziennikarz. Przyjaciel Alfonso. Zamordowany. |
| Mario Torres                                                        | José Luis Patiño                        | Prawnik rodziny Novoa - Pazos. Pracuje dla Ottoxu. Ostateczne losy nieznane. |
| Antonio                                                             | Manuel Jurado                           | |
| matka Julii                                                         | Àngels Bassas                           | Zamyka Julię w internacie, ale nie dlatego, że jej nie kocha. Chce ją oddzielić od swojego ojczyma, z którym ma romans. |
| Manuela Portillo Noiret                                             | Úrsula Corberó                          | Żona Noireta. Mężczyzna znęcał się nad nią fizycznie. |
| Verónica Fernández García                                           | Lucía Quintana                          | Córka Jacinty i Joaquina, zaadoptowana przez siostrę Jacinty. Nie potrafiła wybaczyć matce, że ją porzuciła. Zginęła z mężem i córką w wypadku samochodowym, osieracając syna Miguela. |
| Marquez                                                             | Bruno Squarcia                          | Detektyw. Pracował dla Hectora. |
| Rodrigo Otero                                                       | Pablo Castellanos                       | Pojawia się w późniejszych odcinkach. Uczeń internatu i chłopak Victorii. Zabity przez Ottox. |
| ojczym Julii                                                        | Carlos Olaya                            | Ma romans z „córką”. Pracuje dla Ottoxu. Zabity przez Toniego. |
| Gerardo                                                             | Álex Quiroga                            | |
| matka Wiktorii                                                      | Lolita Flores                           | Prowadzi mały sklep z warzywami. Ciężko pracuje, ale nie stać jej na wykształcenie córki. |
| Rubén Bosco                                                         | Jose Angel Trigo                        | Ivan i Ruben są wrogami, uczeń internatu. Przezywany przez Ivana 'Kartonowa twarzyczka'. Pracuje dla Ottoxu w zamian za swoją wolność. |
| Pablo Fernández                                                     | Javier Iribarren / Roger Príncep        | Paula nadała mu imię Krasnal, był jej przyjacielem. Jest bratem Elsy. Porzucony przez rodziców ze względu na swój przerażający wygląd. Mieszkał w jaskini w lesie. W młodości opiekowała się nim Jacinta. Zginął zastrzelony przez policjantów. |
| Hugo Alonso                                                         | Javier Ríos / Javier Alba               | Bezwzględny i niebezpieczny. Trenował sztuki walki. Pracuje dla Ottoxu, prawa ręka Wulfa. Zabity przez Ivana. |
| dr Ritter Wulf / Santiago Pazos                                     | José Hervás                             | Jeden z ojców projektu Geminis. Przyszywany dziadek Marcosa. Całe życie poświęcił, aby uratować i wyleczyć swoją córkę Evę, zarażoną wirusem. Dwukrotnie uznany za zmarłego - ostatecznie zginął z rąk Camilo. |
| Eva Wulf                                                            | Carlota García                          | Córka dr Rittera Wulfa. Przypadkowo zarażona bezwzględnym wirusem w 1945 roku. Zahibernowana przez ojca, który obiecał kiedyś ją wyleczyć. W rzeczywistości umarła. Pojawia się jako duch i pomaga dzieciom. |
| Rebeca                                                              | Irene Montalà                           | Nauczycielka historii. Ma szczególny dar-dotykając skóry drugiego człowieka widzi jego najstraszniejszy czyn jakiego dokonał. Współpracuje z Ferminem i razem chcą zdemaskować nazistów. Zakochana w Martinie. |
| Lucía / Marta Hernandez                                             | Lola Baldrich                           | Lekarka, która prowadzi badania dla Ottoxu. Zakochuje się w Hectorze. Jest jedną z sierot, na których w przeszłości przeprowadzano eksperymenty w podziemiach. Dobra i szlachetna kobieta co ujawnia w 7 sezonie serialu. |
| Valentina León Noiret                                               | Luz Valdenebro                          | Była żoną Noireta, który zabił ją pozorując samobójstwo. Jej syn zmarł po narodzinach. Była przybraną matką Ivana, którego Noiret kupił od narkomana. Chciała oddać syna prawdziwej matce, Marii. Kobieta jako duch ukazywała się Julii, by powiedzieć jej, jak naprawdę zginęła. |
| Susana Del Río                                                      | Julia Fournier                          | Uczennica internatu. Pojawia się w późniejszych odcinkach. Zakochana w Ivanie, który ją odtrącał. Zamordowana przez Ottox. |
| Jose Antonio 'Toni' Sans                                            | Alejandro Casaseca / Christian Bautista | Prawdziwy ojciec Ivana. Był narkomanem. Sprzedał syna Noiretowi. Pojawia się w internacie, by szantażować Noireta, wykrada mu z domu cenne dokumenty. Zostaje zastrzelony kiedy wraz z Marią ratuje Ivana i Julię z rąk ojczyma dziewczyny. |

## Spis odcinków
| Premiera odcinka | Premiera w Polsce | N/o | Polski tytuł                            | Hiszpański tytuł                       |
| ---------------- | ----------------- | --- | --------------------------------------- | -------------------------------------- |
|                  |                   |     |                                         |                                        |
| SEZON PIERWSZY   |                   |     |                                         |                                        |
|                  |                   |     |                                         |                                        |
| 24/05/2007       | 19/04/2009        | 01  | Potwory nie łaskoczą                    | Los monstruos no hacen cosquillas      |
|                  |                   |     |                                         |                                        |
| 31/05/2007       | 26/04/2009        | 02  | Każdy ma swój sekret                    | Todo el mundo tiene un secreto         |
|                  |                   |     |                                         |                                        |
| 07/06/2007       | 03/05/2009        | 03  | Czego oczy nie widzą                    | Ojos que no ven                        |
|                  |                   |     |                                         |                                        |
| 14/06/2007       | 10/05/2009        | 04  | Wiadomość w butelce                     | Un mensaje en una botella              |
|                  |                   |     |                                         |                                        |
| 21/06/2007       | 17/05/2009        | 05  | Trup nad Laguną                         | Un cadáver en la laguna                |
|                  |                   |     |                                         |                                        |
| 28/06/2007       | 24/05/2009        | 06  | Noc świętej Izabeli                     | La noche de Santa Isabel               |
|                  |                   |     |                                         |                                        |
| SEZON DRUGI      |                   |     |                                         |                                        |
|                  |                   |     |                                         |                                        |
| 07/11/2007       | 31/05/2009        | 07  | O czym śnią rybki?                      | ¿Con qué sueñan los peces?             |
|                  |                   |     |                                         |                                        |
| 14/11/2007       | 07/06/2009        | 08  | W pogoni za świetlikami                 | Persiguiendo luciérnagas               |
|                  |                   |     |                                         |                                        |
| 21/11/2007       | 14/06/2009        | 09  | Pierścień                               | El anillo                              |
|                  |                   |     |                                         |                                        |
| 28/11/2007       | 21/06/2009        | 10  | Pozytywka                               | La caja de música                      |
|                  |                   |     |                                         |                                        |
| 05/12/2007       | 28/06/2009        | 11  | Porządek alfabetyczny                   | En orden alfabético                    |
|                  |                   |     |                                         |                                        |
| 12/12/2007       | 05/07/2009        | 12  | Widzieć żeby wierzyć                    | Ver para creer                         |
|                  |                   |     |                                         |                                        |
| 19/12/2007       | 12/07/2009        | 13  | Mój przyjaciel potwór                   | Mi amigo el monstruo                   |
|                  |                   |     |                                         |                                        |
| 02/01/2008       | 19/07/2009        | 14  | Biegun północny                         | El polo norte                          |
|                  |                   |     |                                         |                                        |
| SEZON TRZECI     |                   |     |                                         |                                        |
|                  |                   |     |                                         |                                        |
| 23/04/2008       | 21/06/2010        | 15  | Puszczyk                                | El Búho                                |
|                  |                   |     |                                         |                                        |
| 30/04/2008       | 28/06/2010        | 16  | 8 milimetrów                            | 8 milímetros                           |
|                  |                   |     |                                         |                                        |
| 07/05/2008       | 05/07/2010        | 17  | Ołowiany żołnierzyk                     | El soldadito de plomo                  |
|                  |                   |     |                                         |                                        |
| 14/05/2008       | 12/07/2010        | 18  | Na dnie morza                           | En el fondo del mar                    |
|                  |                   |     |                                         |                                        |
| 28/05/2008       | 19/07/2010        | 19  | Życie snem                              | La vida es sueño                       |
|                  |                   |     |                                         |                                        |
| 04/06/2008       | 26/07/2010        | 20  | Najgorsze więzienie na świecie          | La peor cárcel del mundo               |
|                  |                   |     |                                         |                                        |
| 11/06/2008       | 02/08/2010        | 21  | Duch bezgłowej nauczycielki             | El fantasma de la profesora decapitada |
|                  |                   |     |                                         |                                        |
| 18/06/2008       | 09/08/2010        | 22  | Pięciu mścicieli                        | Los cinco vengadores                   |
|                  |                   |     |                                         |                                        |
| 25/06/2008       | 16/08/2010        | 23  | Noc ognisk                              | La noche del fuego                     |
|                  |                   |     |                                         |                                        |
| SEZON CZWARTY    |                   |     |                                         |                                        |
|                  |                   |     |                                         |                                        |
| 15/10/2008       | 14/09/2010        | 24  | Klątwa                                  | La maldicion                           |
|                  |                   |     |                                         |                                        |
| 22/10/2008       | 15/09/2010        | 25  | Komnata skarbów                         | La sala del tesoro                     |
|                  |                   |     |                                         |                                        |
| 05/11/2008       | 16/09/2010        | 26  | Wielka tajemnica                        | El secreto mejor guardado              |
|                  |                   |     |                                         |                                        |
| 12/11/2008       | 17/09/2010        | 27  | Przeczucie                              | Premonicion                            |
|                  |                   |     |                                         |                                        |
| 19/11/2008       | 20/09/2010        | 28  | Egzorcyzm                               | El exorcismo                           |
|                  |                   |     |                                         |                                        |
| 26/11/2008       | 21/09/2010        | 29  | Zapisane w gwiazdach                    | Escrito en las estrellas               |
|                  |                   |     |                                         |                                        |
| 03/12/2008       | 22/09/2010        | 30  | Waleczny żołnierz                       | Un buen soldado                        |
|                  |                   |     |                                         |                                        |
| 10/12/2008       | 23/09/2010        | 31  | Klucz                                   | La llave                               |
|                  |                   |     |                                         |                                        |
| 17/12/2008       | 24/09/2010        | 32  | Jednorożec                              | El unicornio                           |
|                  |                   |     |                                         |                                        |
| 07/01/2009       | 27/09/2010        | 33  | Punkt na morzu                          | Un punto en el mar                     |
|                  |                   |     |                                         |                                        |
| 14/01/2009       | 28/09/2010        | 34  | Noc dwóch księżyców                     | La noche de las dos lunas              |
|                  |                   |     |                                         |                                        |
| SEZON PIĄTY      |                   |     |                                         |                                        |
|                  |                   |     |                                         |                                        |
| 12/05/2009       | 27/05/2011        | 35  | Notes Doktora Wulfa                     | El cuaderno del Doctor Wulf            |
|                  |                   |     |                                         |                                        |
| 19/05/2009       | 30/05/2011        | 36  | Amnezja                                 | Amnesia                                |
|                  |                   |     |                                         |                                        |
| 26/05/2009       | 03/06/2011        | 37  | Człowiek z workiem                      | El hombre del saco                     |
|                  |                   |     |                                         |                                        |
| 02/06/2009       | 06/06/2011        | 38  | Trup panny młodej                       | La novia cadáver                       |
|                  |                   |     |                                         |                                        |
| 09/06/2009       | 10/06/2011        | 39  | Obietnica                               | La promesa                             |
|                  |                   |     |                                         |                                        |
| 16/06/2009       | 13/06/2011        | 40  | Wampir                                  | El vampiro                             |
|                  |                   |     |                                         |                                        |
| 23/06/2009       | 17/06/2011        | 41  | Karciany król                           | El rey de la baraja                    |
|                  |                   |     |                                         |                                        |
| 30/06/2009       | 20/06/2011        | 42  | Paula w krainie czarów                  | Paula en el país de las maravillas     |
|                  |                   |     |                                         |                                        |
| 07/07/2009       | 24/06/2011        | 43  | Ostatni dzień                           | El último día                          |
|                  |                   |     |                                         |                                        |
| SEZON SZÓSTY     |                   |     |                                         |                                        |
|                  |                   |     |                                         |                                        |
| 16/11/2009       | 27/06/2011        | 44  | Potwory przychodzą w ciemności          | Los monstruos vienen de noche          |
|                  |                   |     |                                         |                                        |
| 23/11/2009       | 01/07/2011        | 45  | Ciasteczka z przyszłości                | Las galletas del porvenir              |
|                  |                   |     |                                         |                                        |
| 30/11/2009       | 04/07/2011        | 46  | Człowiek wilk                           | El hombre lobo                         |
|                  |                   |     |                                         |                                        |
| 07/12/2009       | 08/07/2011        | 47  | Zdrada                                  | La traición                            |
|                  |                   |     |                                         |                                        |
| 14/12/2009       | 11/07/2011        | 48  | Taniec winnych                          | El baile de los culpables              |
|                  |                   |     |                                         |                                        |
| 11/01/2010       | 15/07/2011        | 49  | Paula i wilk                            | Paula y el lobo                        |
|                  |                   |     |                                         |                                        |
| 18/01/2010       | 18/07/2011        | 50  | Legenda Ewy                             | La leyenda de Eva                      |
|                  |                   |     |                                         |                                        |
| 25/01/2010       | 22/07/2011        | 51  | Królewna lodu                           | La princesa de hielo                   |
|                  |                   |     |                                         |                                        |
| 01/02/2010       | 25/07/2011        | 52  | Kosmita                                 | El extraterrestre                      |
|                  |                   |     |                                         |                                        |
| 08/02/2010       | 29/07/2011        | 53  | Brak pokoju numer 13                    | La habitación número 13                |
|                  |                   |     |                                         |                                        |
| 15/02/2010       | 01/08/2011        | 54  | Czarodziej                              | El mago                                |
|                  |                   |     |                                         |                                        |
| 22/02/2010       | 05/08/2011        | 55  | Alaska                                  | Alaska                                 |
|                  |                   |     |                                         |                                        |
| 01/03/2010       | 08/08/2011        | 56  | Gdy nastało światło                     | Después de la luz                      |
|                  |                   |     |                                         |                                        |
| SEZON SIÓDMY     |                   |     |                                         |                                        |
|                  |                   |     |                                         |                                        |
| 02/06/2010       |                   | 57  | Protokół                                | El Protocolo                           |
|                  |                   |     |                                         |                                        |
| 09/06/2010       |                   | 58  | Zagrożenie                              | La Amenaza                             |
|                  |                   |     |                                         |                                        |
| 16/06/2010       |                   | 59  | Tajemniczy człowiek                     | El Hombre Misterioso                   |
|                  |                   |     |                                         |                                        |
| 23/06/2010       |                   | 60  | Skarb                                   | El Tesoro                              |
|                  |                   |     |                                         |                                        |
| 30/06/2010       |                   | 61  | Jądro ziemi                             | El Centro de la Tierra                 |
|                  |                   |     |                                         |                                        |
| 07/07/2010       |                   | 62  | Trzy płatki                             | Los Tres Pétalos                       |
|                  |                   |     |                                         |                                        |
| 14/07/2010       |                   | 63  | Zabójca Karoliny                        | El Asesino de Carolina                 |
|                  |                   |     |                                         |                                        |
| 21/07/2010       |                   | 64  | Ostatnie życzenie                       | El Último Deseo                        |
|                  |                   |     |                                         |                                        |
| 06/09/2010       |                   | 65  | Początek końca                          | El Comienzo del Fin                    |
|                  |                   |     |                                         |                                        |
| 13/09/2010       |                   | 66  | Ostatnia dawka                          | La Última Dosis                        |
|                  |                   |     |                                         |                                        |
| 20/09/2010       |                   | 67  | Ostatnie wspomnienia                    | Los últimos recuerdos                  |
|                  |                   |     |                                         |                                        |
| 27/09/2010       |                   | 68  | Dopóki śmierć nas nie rozłączy          | Hasta que la muerte los separe         |
|                  |                   |     |                                         |                                        |
| 04/10/2010       |                   | 69  | Ostatni oddech                          | El último aliento                      |
|                  |                   |     |                                         |                                        |
| 11/10/2010       |                   | 70  | Światło                                 | La luz                                 |
|                  |                   |     |                                         |                                        |
| 13/10/2010       |                   | 71  | Koniec                                  | El fin                                 |
|                  |                   |     |                                         |                                        |
| SEKRETNE ARCHIWA |                   |     |                                         |                                        |
|                  |                   |     |                                         |                                        |
| 01/03/2011       |                   | #1  | Potwór z lasu Czarna Laguna             |                                        |
|                  |                   |     |                                         |                                        |
| 01/03/2011       |                   | #2  | Zjawiska paranormalne: Cayetano Montero |                                        |
|                  |                   |     |                                         |                                        |
| 08/03/2011       |                   | #3  | Mściciele                               |                                        |
|                  |                   |     |                                         |                                        |
| 08/03/2011       |                   | #4  | Oskarżony o morderstwo                  |                                        |
|                  |                   |     |                                         |                                        |
| 15/03/2011       |                   | #5  | Cztery sieroty                          |                                        |
|                  |                   |     |                                         |                                        |
| 22/03/2011       |                   | #6  | Prawda o Cristinie Palacios             |                                        |
|                  |                   |     |                                         |                                        |
| 29/03/2011       |                   | #7  | Infiltracja Nory                        |                                        |
|                  |                   |     |                                         |                                        |
| 05/04/2011       |                   | #8  | Kozioł ofiarny                          |                                        |
|                  |                   |     |                                         |                                        |
| 12/04/2011       |                   | #9  | Gdzie jest Toni?                        |                                        |
|                  |                   |     |                                         |                                        |
| 12/04/2011       |                   | #10 | Najlepsze przyjaciółki                  |                                        |
|                  |                   |     |                                         |                                        |
| 19/04/2011       |                   | #11 | Tajemnice i kłamstwa                    |                                        |
|                  |                   |     |                                         |                                        |
| 26/04/2011       |                   | #12 | Całe życie                              |                                        |
|                  |                   |     |                                         |                                        |
| 03/05/2011       |                   | #13 | Sprawiedliwość czy zemsta               |                                        |
|                  |                   |     |                                         |                                        |
| 08/05/2011       |                   | #14 | Nic nie jest przypadkowo                |                                        |
|                  |                   |     |                                         |                                        |
| 08/05/2011       |                   | #15 | Irene Espi                              |                                        |
|                  |                   |     |                                         |                                        |
| 17/05/2011       |                   | #16 | A potem zaczęły się zbrodnie            |                                        |
|                  |                   |     |                                         |                                        |
| 24/05/2011       |                   | #17 | Jacques Noiret: sprawa zamknięta        |                                        |